# Viola Burnham
Viola Victorine Burnham, nata Harper (New Amsterdam, 26 novembre 1930 – Miami, 10 ottobre 2003), è stata una politica e first lady guyanese.

## Biografia
Nacque a New Amsterdam, nella Berbice, figlia del maestro elementare James Nathaniel Harper e di sua moglie Mary Chin (di origini cinesi). Poté studiare letteratura classica prima all'università di Leicester, in Inghilterra, e poi all'università di Chicago, negli Stati Uniti, divenendo insegnante di latino e greco antico.
Seconda moglie dell'influente politico Forbes Burnham, divenne una dei suoi più stretti collaboratori e si mise a capo dell'ala femminile del Congresso Nazionale del Popolo, il partito dominante dell'appena indipendente Guyana, promuovendo il femminismo. Alla definitiva salita al potere del marito nel 1980 e alla conseguente stretta autoritaria, Viola Burnham divenne una dei suoi più fidati sostenitori, tanto che dopo la sua morte nel 1985 il successore Desmond Hoyte decise di nominarla una dei propri vicepresidenti, e l'ex-first lady rimase in carica per sei anni.
Si ritirò a vita privata prima della caduta di Hoyte nel 1992. Malata di tumore, è morta mentre era in cura a Miami nel 2003.